# Martin Peichl

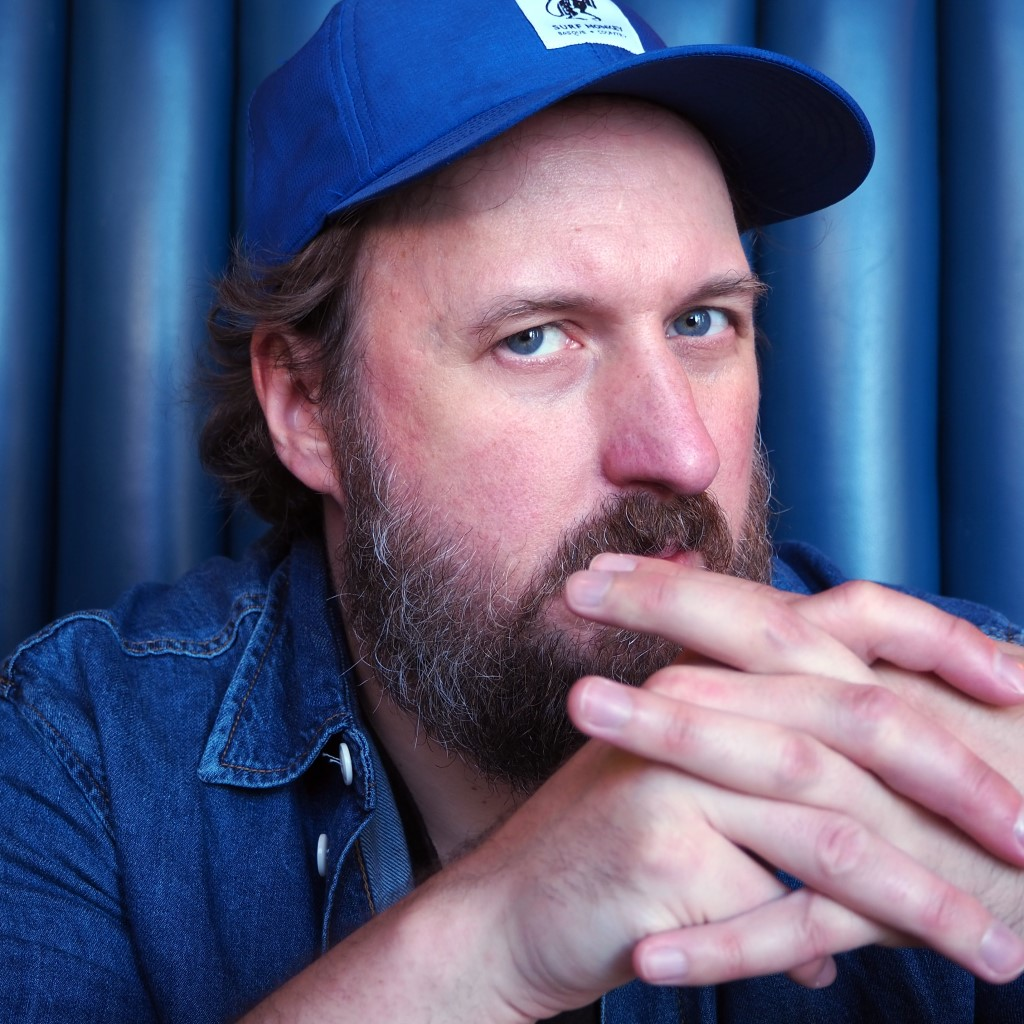
Martin Peichl (2023)

Martin Peichl (* 1983 im Waldviertel) ist ein österreichischer Autor und Literaturvermittler, der in Wien lebt.

## Leben
Martin Peichl studierte Germanistik und Anglistik an der Universität Wien. Nach zahlreichen Veröffentlichungen in Anthologien und Literaturzeitschriften erschien im Februar 2019 sein erster Roman Wie man Dinge repariert, „eine schlaue Erzählung über das Leben zweier Mittdreißiger“. Im Juli 2019 las er im Rahmen der 10. Ausgabe des Popfests in Wien. Peichl war mit seinem Roman im Finale des Literaturpreises Alpha 2019 und auf der Shortlist des Bloggerpreises von Das Debüt, weiters erhielt er dafür eine Buchprämie des Bundeskanzleramtes Österreich.
Im Jahr 2020 wurde Peichls zweites Buch In einer komplizierten Beziehung mit Österreich bei Kremayr & Scheriau veröffentlicht. Im nächsten Jahr folgte Gespenster zählen im selben Verlag.
In seinem Roman Es sind nur wir geht Peichl der Frage nach, worin Menschen noch Trost finden, wenn ihre Welt immer mehr aus den Fugen gerät.
Neben seiner Tätigkeit als Autor arbeitet Martin Peichl als Literaturvermittler, unter anderem für die Büchereien Wien. Seit 2023 kuratiert er gemeinsam mit Peter Clar die Literaturmeile Zieglergasse, ein eintägiges Open-Air-Literaturfestival in Wien.

## Auszeichnungen
- FM4-Kurzgeschichtenwettbewerb „Wortlaut“ 2017 (3. Platz)[5]
- Forum Land Literaturpreis 2018[6]
- Villacher Literaturpreis 2018
- Literaturwettbewerb der Akademie Graz 2018 (2. Platz)[7]
- Limburg-Preis 2019[8]
- Finale Literaturpreis Alpha 2019[9]
- Shortlist Das-Debüt-Bloggerpreis 2019[10]
- dritter Platz beim „Österreichischen Preis für Erzählungen“ 2020
- erostepost-Literaturpreis 2021 (1. Preis)
- Harder Literaturpreis (Förderpreis) 2022

## Werke
- Wie man Dinge repariert. Roman. Edition Atelier, Wien 2019.[11]
- In einer komplizierten Beziehung mit Österreich. Kremayr & Scheriau, Wien 2020.[12]
- Gespenster zählen. Kremayr & Scheriau, Wien 2021.[13]
- Es sind nur wir. Haymon, Innsbruck 2024.[14]